# 疾風になれ
「疾風になれ」（かぜになれ）は、JAM Projectの1作目のシングル。2000年7月26日にLantisからリリースされた。

## 概要
- JAM Projectのデビューシングルである。
- OVA『エクスドライバー』オープニング主題歌として発表された楽曲で、ジャケットには榊野理沙のイラストが描かれている。

## 収録曲
全編曲：河野陽吾
1. 疾風になれ [2:59]
  - 作詞：椎名可憐、作曲：千沢仁
  - OVA『エクスドライバー』オープニングテーマ
2. CRAZY REVOLUTION [3:59]
  - 作詞：影山ヒロノブ、作曲：河野陽吾
  - OVA『エクスドライバー』挿入歌
3. 疾風になれ（off vocal）
4. CRAZY REVOLUTION  （off vocal）